# Dischord Records
Dischord Records patří mezi vydavatele hardcore/punk hudby. Bylo založeno v roce 1980 ve Washingtonu Ianem MacKayem (Minor Threat, Teen Idles, Fugazi, The Evens, Embrace). Label se orientoval a stále orientuje především na lokální scénu Washingtonu D.C. Díky kapelám z tohoto labelu vznikl poddruh hardcoru zvaný emo